# Оборонительная казарма «Кронпринц»
Оборонительная казарма «Кронпринц» (нем. Defensionskaserne Kronprinz) — фортификационное сооружение немецкой постройки середины XIX века в городе Калининграде (Россия) на улице Литовский Вал (нем. Litauischen Wallstraße).
Объект культурного наследия федерального значения.

## История
Построена в 1843—1849 годах как часть укреплений Кёнигсберга. Автор проекта — немецкий военный инженер генерал от инфантерии Эрнст Людвиг фон Астер.
Названием обязана некогда входившему в состав местного гарнизона и расквартированному здесь 2-му старопрусскому пехотному полку, также называвшемуся 1-м восточнопрусским гренадерским полком кронпринца (нем. 1. Ostpreußische Grenadierregiment Nr. 1 „Kronprinz“), поскольку его шефом был кронпринц Вильгельм, будущий первый германский император (20 декабря 1905 года в присутствии его правнуков кронпринца Вильгельма и принца Иоахима здесь был открыт ныне утраченный памятник в честь 250-летия полка).

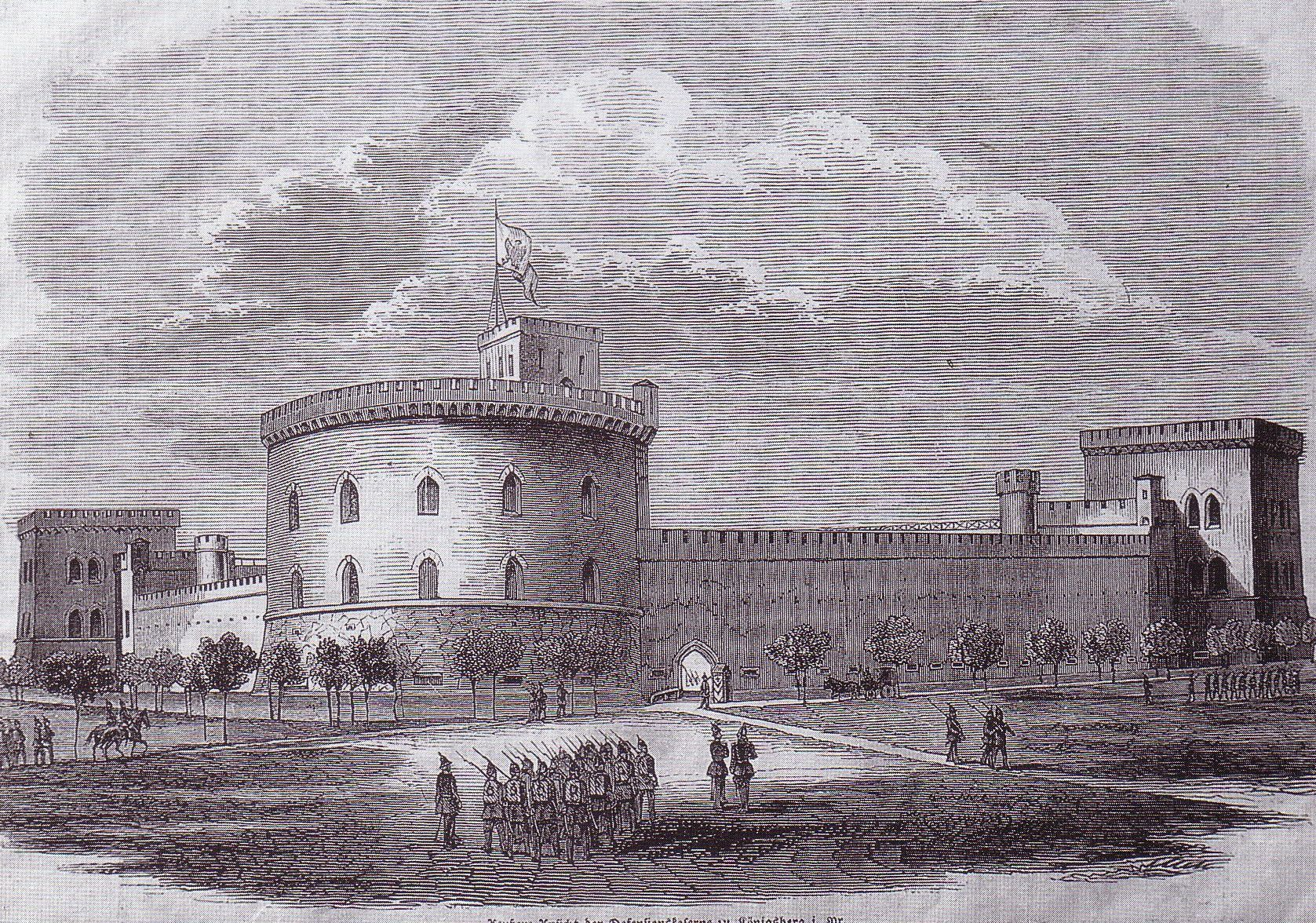
Гравюра (1854)
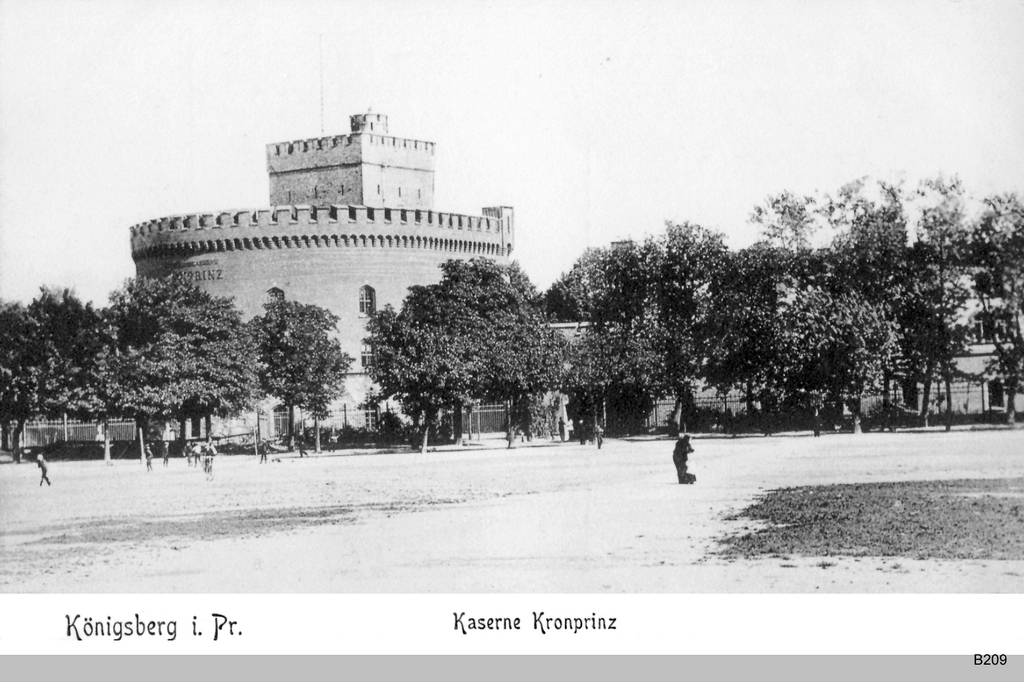
Почтовая открытка (?)
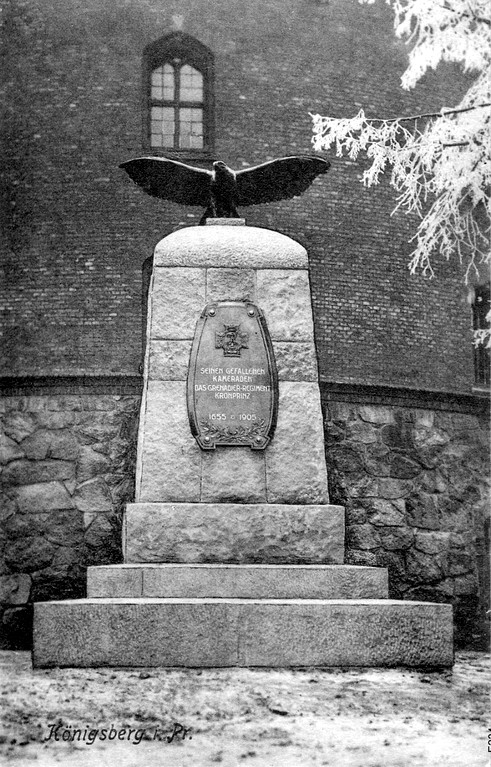
Полковой памятник (?)
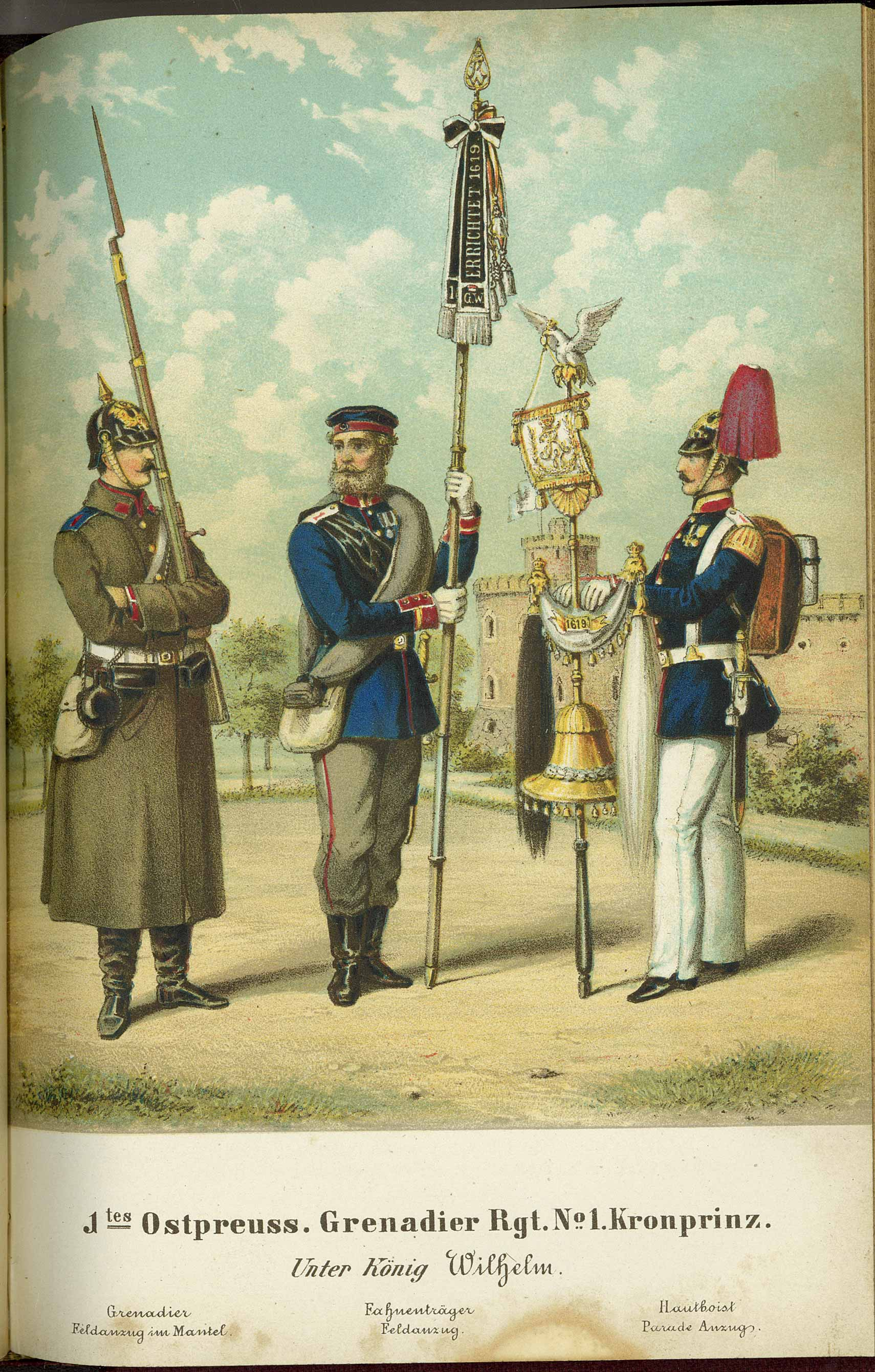
Солдаты полка (Johannes Gallandi[нем.], 1884)

Тактическое значение казармы всё больше отходило на второй план после постройки рядом бастиона «Грольман» (с которым она была соединена подземным ходом). Орудия в казематах были разобраны и перенесены на другие укрепления, а сами казематы превращены в жилые помещения для военнослужащих. С 1933 года здесь размещались местная полиция, казначейство вермахта и различные отделы городской администрации.
Во время битвы за Кёнигсберг тут заняла позицию одна из пехотных дивизий вермахта, однако значительные боевые действия не велись и серьёзно казарма не пострадала. После Второй мировой войны здесь располагались части Красной армии.

## Современность
С 2003 года после реставрации часть башни находится в оперативном управлении Балтийского филиала Государственного центра современного искусства (ныне филиал ГМИИ) — центральная башня, мансардный этаж и подвал. В пространстве были реализованы десятки паблик-арт проектов, концерты и выставки.
Планировалось, что после реконструкции филиал получит эти пространство окончательно. Однако ведавшие ею сотрудники Министерства культуры пошли под суд за растраты за «дело реставраторов», а после переподчинения ГЦСИ структурам РОСИЗО, а затем ГМИИ, пространства башни оказались не переданными ГМИИ.. В 2022 году перспективы восстановления комплекса казарм «Кронпринц» в Калининграде оценили в три миллиарда рублей. В 2023 году начались реставрационные работы.
Частью помещений заведует агентство по управлению и использованию памятников истории и культуры Минкульта РФ. В мае 2025 года открылся музей истории города.

## Описание
Главный корпус представляет собой 150-метровое строение с выступающей по центру заострённой фронтальной башней. От левого и правого краёв главного корпуса под тупыми углами симметрично отходят два 100-метровых боковых крыла, завершающихся квадратными боковыми башнями. Замыкают контур два отдельно стоящих 70-метровых прямоугольных здания, между которыми находится закруглённая центральная башня шириной 20 метров. Пространство в центре использовалось как плац. Крыши были спроектированы как открытые оборонительные площадки с зубчатым бруствером.

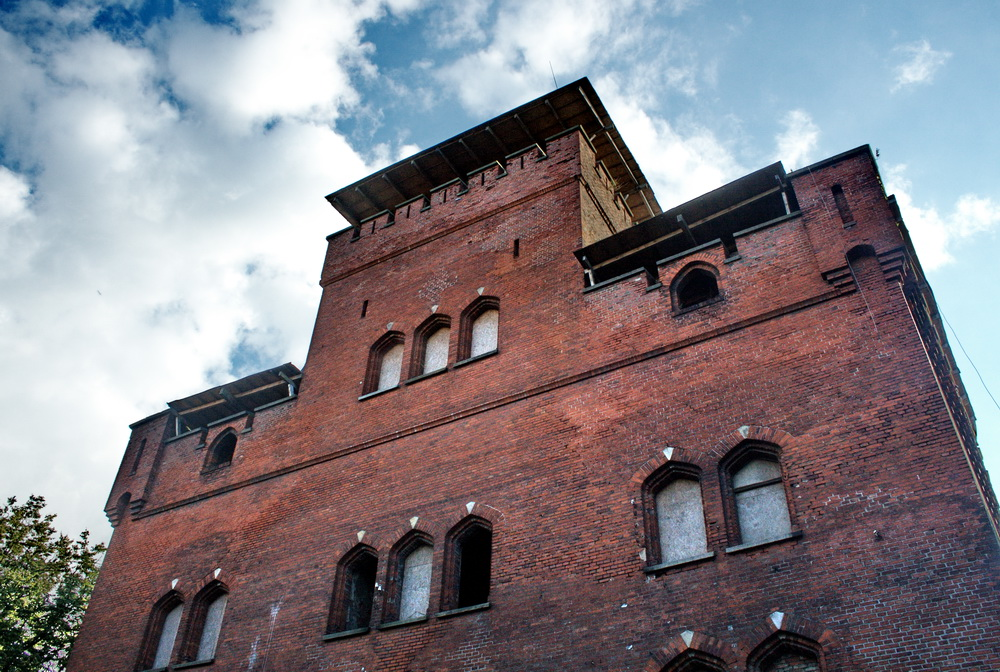
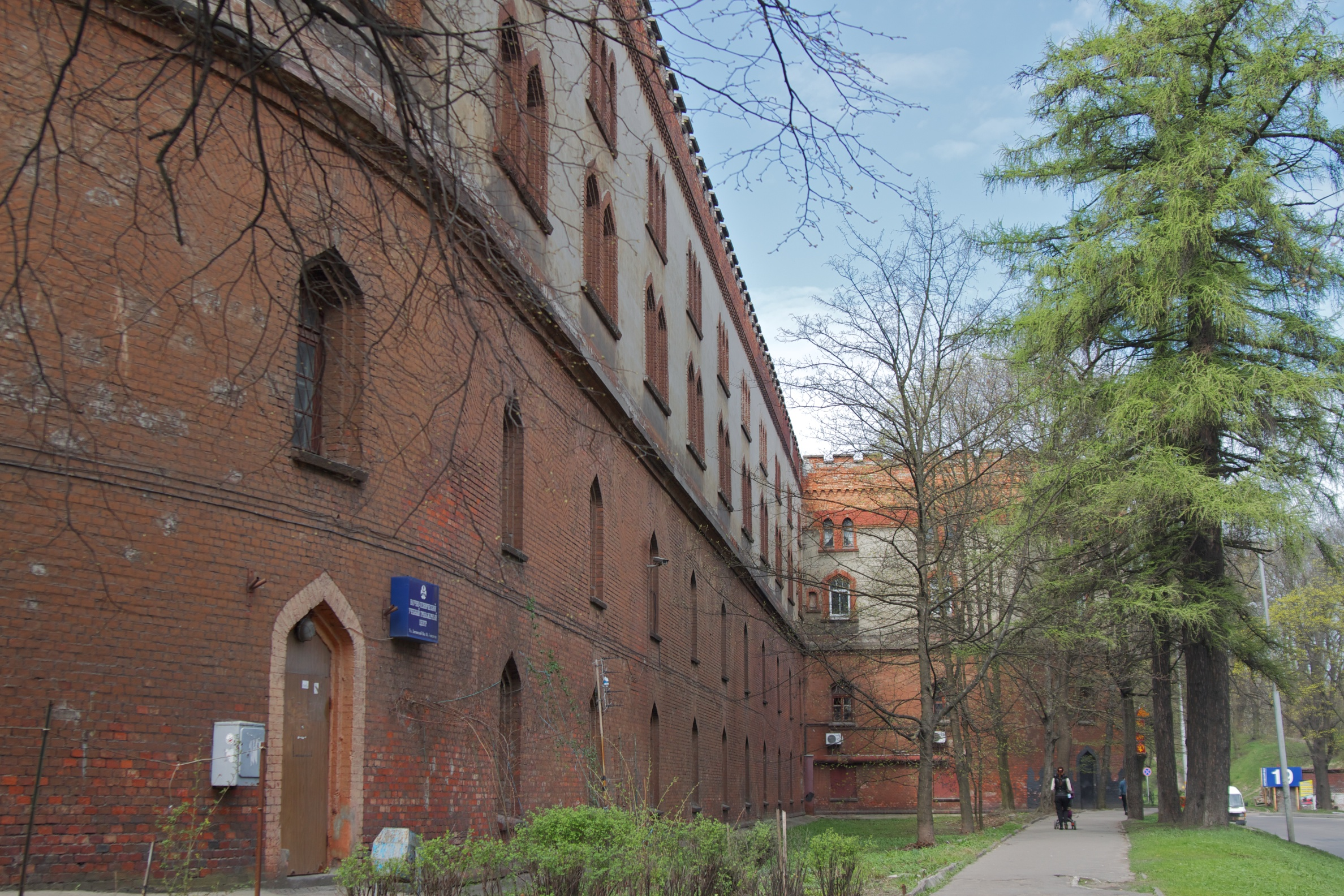
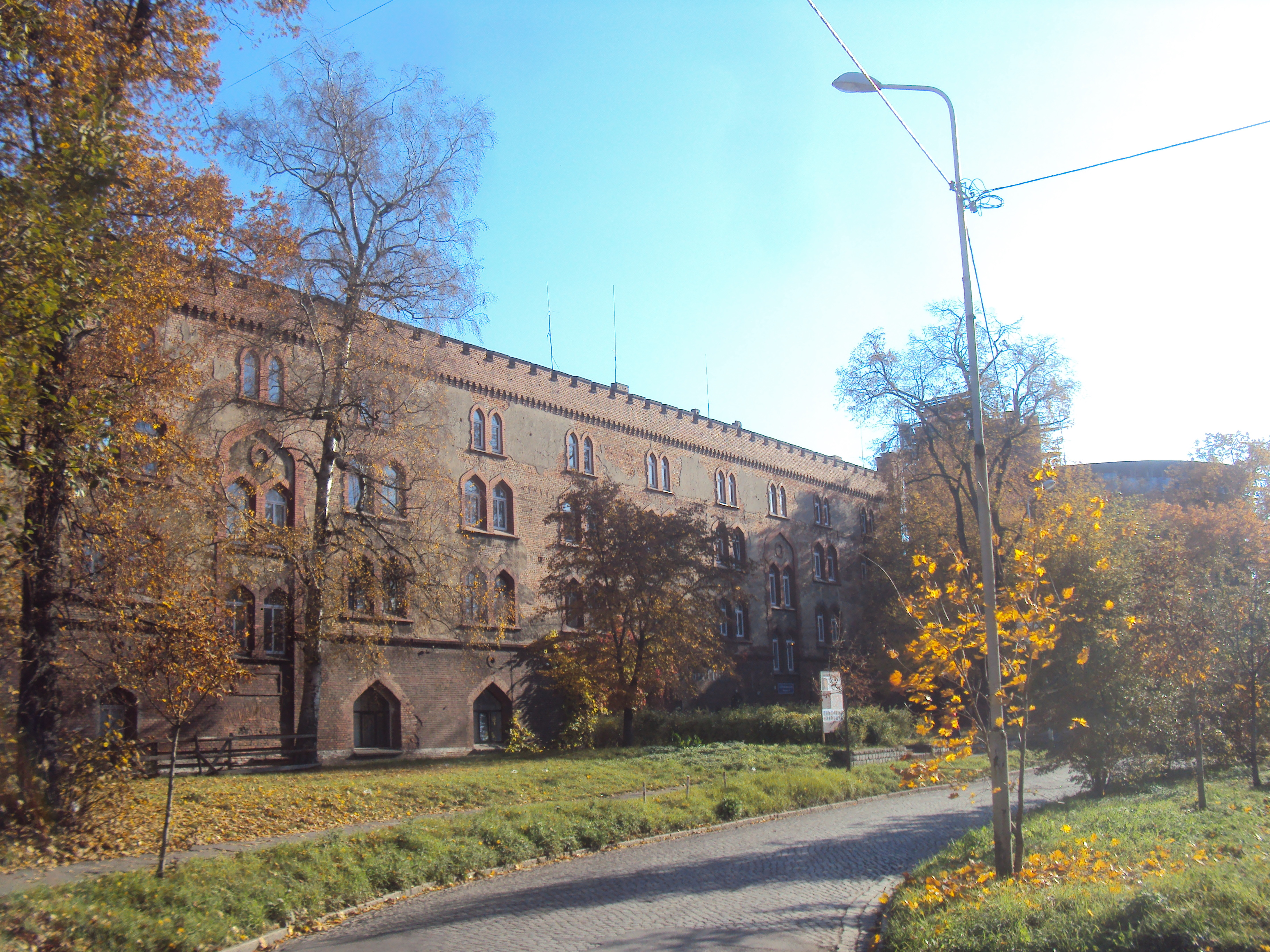
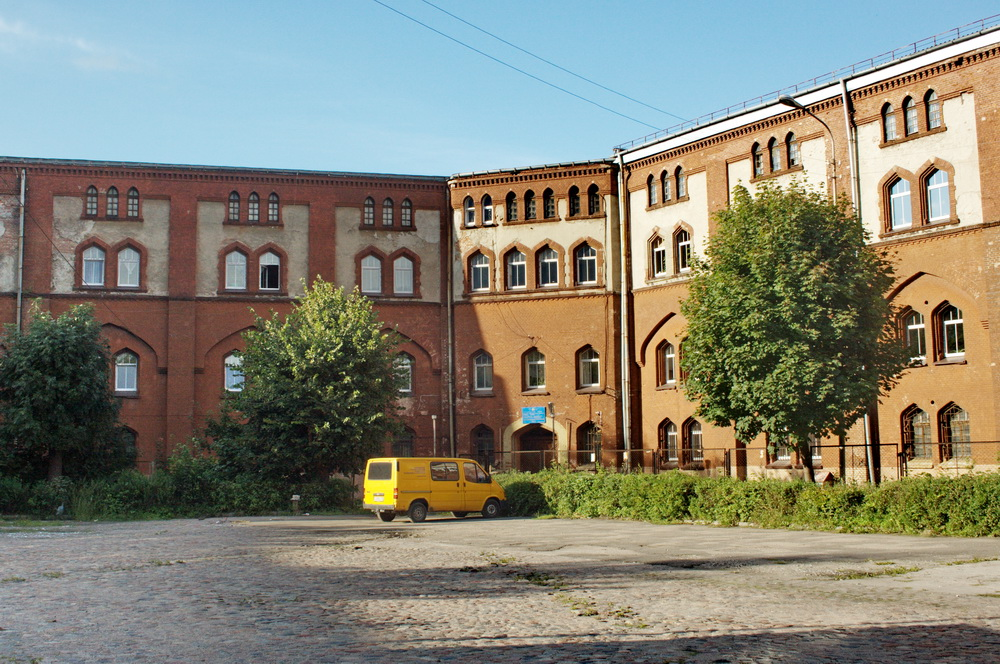

Когда-то казарма была окружена рвом, соединённым с Верхним прудом. Входом в неё служили большие дубовые ворота, оборудованные подъёмным мостом, над которым было написано:

Стары мои знамена, стара моя честь, но молоды мои чувства, остра моя защита. Не почиваю на лаврах великих времён — позови меня, мой король, я готов.Оригинальный текст (нем.)Alt meine Fahnen, Alt meine Ehr‘, Doch jung mein Fühlen, Scharf meine Wehr. Ruh‘ nicht auf Lorbeer, Aus großer Zeit, Ruf‘ mich, mein König, Ich bin bereit.